# Family Matters (Verenigde Staten)
Family Matters is een Amerikaanse komische serie, die oorspronkelijk werd uitgezonden van 22 september 1989 tot en met 17 juli 1998, samen goed voor 215 afleveringen. De serie is een spin-off van de sitcom Perfect Strangers; de personages Harriet en Carl Winslow komen uit die serie, en werden daarin eveneens gespeeld door Jo Marie Payton en Reginald VelJohnson. De serie is een productie van Miller-Boyett Productions, in samenwerking met Lorimar Television.

## Uitgangspunt
De serie draait om het gezin Winslow uit Chicago en hun buurjongen Steven 'Steve' Q. Urkel (Jaleel White), doorgaans kortweg 'Urkel' genoemd. Vader Carl (Reginald VelJohnson) is een politieagent die voortdurend het slachtoffer wordt van de goedbedoelde acties van Urkel, die zelden goed aflopen. Hoewel zijn buurjongen hem keer op keer op de kast weet te jagen, komt deze steeds weer aankloppen bij de Winslows. Urkel is namelijk boven alles een vriendelijke jongen die op zoek is naar sociale contacten, maar deze door zijn reputatie en gedrag als regelrechte 'nerd' moeilijk vindt. Bovendien is Urkel stapelverliefd op dochter Laura Winslow (Kellie Shanygne Williams), die niet moet denken aan romantische betrekkingen met hem, hoewel ze bij tijd en wijle ontroerd raakt door zijn oprechtheid.
Zoon en vrouwengek Edward 'Eddie' Winslow vindt het vooral hilarisch hoe zijn zus wordt bemind door de door iedereen als sul geziene Urkel. Samen met zijn niet al te snuggere vriend Waldo Geraldo Faldo (Shawn Harrison) probeert hij intussen zelf indruk te maken op de meisjes. Moeder Harriete Winslow (Jo Marie Payton) vormt de nuchtere hoeksteen van de familie. Wanneer Urkel op zeker moment de liefde vindt, is dat in de vorm van Myra Monkhouse (Michelle Thomas). Deze gedraagt zich alleen zo dolverliefd dat hij er de kriebels van krijgt.

## Hoofdrolspelers
- Reginald VelJohnson – Carl Winslow (215 afleveringen)
- Darius McCrary – Edward "Eddie" Winslow (215 afleveringen)
- Kellie Shanygne Williams – Laura Winslow (214 afleveringen)
- Jaleel White – Steven Quincy "Steve" Urkel (208 afleveringen)
- Jo Marie Payton – Harriette Winslow (204 afleveringen)
- Rosetta LeNoire – Estelle "Mother" Winslow (159 afleveringen)
- Bryton James – Richie Crawford (144 afleveringen)
- Shawn Harrison – Waldo Geraldo Faldo, vriend van Eddie (107 afleveringen)
- Jaimee Foxworth – Judy Winslow (96 afleveringen)
- Telma Hopkins – Rachel Crawford (94 afleveringen)
- Cherie Johnson – Maxine Johnson (58 afleveringen)
- Michelle Thomas – Myra Monkhouse, liefje van Steve (55 afleveringen)

## Notities
- Family Matters is de op een na langst lopende Amerikaanse sitcom met een bijna uitsluitend Afro-Amerikaanse cast. Alleen The Jeffersons liep langer.
- Acteur White speelt naast Steve Urkel ook bijrolpersonages (enkele afleveringen per stuk) Myrtle Urkel (zijn nichtje), Cornelius Eugene Urkel (zijn neef) en de Urkel-Bot (stem), Urkels alter ego Stefan Urquelle (een charmante 'womanizer') en Urkelversies van Bruce Lee, Elvis Presley en Albert Einstein.
- De titelsong van de serie is gecomponeerd door William Bickley en Michael Warren.
- Eigenlijk moest de serie vooral om de Winslows gaan draaien, met Steve Urkel slechts in een bijrol. Steve bleek echter zo populair bij het publiek, dat hij meer en meer de centrale figuur in de serie werd.
- De serie heeft cross-overs met de series Full House, Boy Meets World en Step by Step.